# Institut supérieur de l'aéronautique et de l'espace
Institut supérieur de l'aéronautique et de l'espace (ISAE-SUPAERO), fondată în 1909, este o universitate tehnică de stat din Toulouse (Franța).

## Secții
- Master

Domeniu: Inginerie 
- Doctorat

Domeniu: Inginerie Mecanică, Inginerie Aeronautică și Spațială, Inginerie Electrică, Automatică, Telecomunicații
- Mastère Spécialisé (în parteneriat cu École nationale de l'aviation civile și École de l'Air[2])
- MOOC[3].

## Absolvenți celebri
- Henri Coandă, academician și inginer român, pionier al aviației, fizician, inventator
- Mihail Iosifovici Gurevici, proiectant de avioane sovietic
- Yves Sillard, inginer și aviator francez